# محند أمزيان إعزورن
مُحندْ أمزيان إعَزُورَنْ أو يازوران الملقب بسعيد أبريروش أو سعيد أفريروش (18 مارس 1912 بعزازقة – 6 يناير 1988) هو أحد العقيد السبعة الذين قادوا الولاية الثالثة التاريخية في منطقة القبائل خلال ثورة التحرير الجزائرية .

## سيرة شخصية
وُلد مُحندْ أمزيان يوم 18 مارس 1912م، في قرية إعَجْمَاضْ، بلدية ثيميزار (ولاية تيزي وزو)، من أسرة ميسورة الحال نسبيا، تحصل على التعليم الابتدائي في بلدة أزفون، وذلك بفضل مساعدة عائلة أخواله التي آوته. لُقّب «أفريروش» نسبة للكلمة القبايلية والتي تعني الماكر بسبب فطنته ودهائه الذي عُرف به منذ صغره. وهكذا بقيت هذه الكنية «أفريروش» اسمه الأوسط وحمله حتى وفاته .
دخل محند أمزيان في مجال الحياة المهنية وتحمل مسؤولية عائلته في سن المراهقة بعد وفاة والده. تزوج في سن متأخرة بحسب معايير زمنه. وبمراعاة صعوبة الحياة في ظل الاستعمار، عمل في مجموعة متنوعة من المهن مثل الرعي والبناء وقطع الأخشاب وأيضًا في ورشة تصليح الطرقات. فيما بعد، استقر في مجال التجارة وفتح محلاً لبيع الملابس والمواد الغذائية خارج قريته بجوار الطريق العام. تحسنت ظروف حياته تدريجيًا إلى حد أنه استطاع شراء شاحنة صغيرة لتموين دكانه.

## في الحركة الوطنية
انضم سعيد أفريروش إلى الحركة الوطنية الجزائرية في سن مبكرة للغاية، حيث انضم إلى حزب الشعب الجزائري عام 1942 ثم انضم إلى حركة انتصار الحريات الديمقراطية عام 1945، والتي كان مسؤولا عنها في منطقة عزازقة . كان استراتيجيًا بارعًا، وسرعان ما اعترف أقرانه به وعهدوا إليه سريعًا بمهام مهمة في سياق هيكلة العمل المسلح.
في 1 نوفمبر 1954، كان مسؤولًا عن إحدى العمليات السرية الأولى برفقة علي ملاح بوسط مدينة عزازقة، والتي استهدفت مقر الإدارة المدنية ولواء الدرك. عندما أُنشأت المنظمة الخاصة (OS) في عام 1947، كان محند أمزيان إعزورن من بين أوائل المنضمين إليها. وكان أيضًا عضوًا نشطًا جدًا. وفي سنة 1946، عُين مسؤول أول لمنطقة القبائل الشمالية. وهو الذي قام بتجنيد وتدريب المجموعات المسلحة الأولى في منطقة القبائل.

## ثورة التحرير
وكان من بين الأعضاء الناشطين في الاستعدادات لاندلاع حرب استقلال الجزائر في منطقة القبائل، يسانده القائد المقاتل علي ملاح لقيادة العمليات في منطقة عزازقة. كما شارك في الاشتباكات بين الأشقاء بين جبهة التحرير الوطني والحركة الوطنية بزعامة مصالي الحاج .
وفي عام 1956 رُقي إلى رتبة رائد عقب مؤتمر الصومام. وهو المسؤول عن تسليم الأسلحة والذخائر. ثم غادر إلى غار الدماء، مقر الأركان العامة لجيش التحرير الوطني، ممثلاً للولاية الثالثة.
في عام 1956، قرر الحاكم جاك سوستيل تسليح القبائل ضد القبائل لوضع حد للتمرد. على النموذج الفيتنامي عهد بـ«عملية العصفور الأزرق» إلى الكابتن هنتيك. إذا تولى سعيد أفريروش، بعد إبلاغه من قبل أحد مخبريه، قيادة العملية «القوة ك» بأمر من كريم بلقاسم للتصدي لمخططات الجيش الفرنسي.
تألفت هذه العملية من لعب دور الخونة داخل الجيش الفرنسي. إذا اشتبك سعيد أفريروش مع محلال سعيد وزيدة أحمد وتمكن من إحباط الأعمال المزعزعة للاستقرار التي يقوم بها الجيش الفرنسي وبالتالي الاستيلاء على مجموعة من 1200 قطعة سلاح بما في ذلك 250 بندقية حربية ونهب 300000 فرنك قديم.
وإدراكًا لتعرضه للخداع، نشر الجيش الفرنسي في 11 أكتوبر عشرة آلاف رجل يتألفون من فرقة المشاة الجبلية السابعة والعشرين [الفرنسية] وفوج المظليين البحري الثالث [الفرنسية] التابع لبيغار خلال العملية «جناد» من أجل إبادة رجال «القوة ك»، ولكن دون نجاح. بعد هذا الفشل، نشر الجيش الفرنسي عملية عسكرية واسعة النطاق، تحت اسم عملية «جوميل»، بمشاركة خمسة وعشرون رجل حُشدوا في منطقة القبائل.
في عام 1957، بعد رحيل السعيد محمدي إلى تونس، تولى السي سعيد أفريروش قيادة الولاية الثالثة، مما أمّن فترة مؤقتة لمدة 3 أشهر قبل وصول العقيد عميروش.
وفي عام 1959، رقاه كريم بلقاسم إلى رتبة عقيد وعهد إليه بقيادة المنطقة الشمالية للولاية الثالثة. وهي منطقة تأثرت بشكل رهيب بالحرب التي امتدت من دلس في منطقة يسر إلى منطقة القبائل الصغرى. أصيب بجروح خطيرة ونُقل إلى المستشفى في تونس. خلال هذه الفترة الطويلة، توفي ابنه، الذي انضم إلى صفوف جيش التحرير الوطني، في القتال عام 1960، كما يقول رفيق السلاح سي محمود.
سي سعيد أفريروش هو واحد من 34 عضوًا في المجلس الوطني للثورة الجزائرية، وهو المنصب الذي احتفظ به حتى نهاية الثورة.

## بعد الاستقلال
بعد استقلال الجزائر سنة 1962، عاد محند أمزيان إعزورن إلى الجزائر حيث شغل عدة مناصب. كان عضوا في الجمعية التأسيسية الأولى للجزائر المستقلة، وشارك أيضا في إيجاد حل لأزمة منطقة القبائل عام 1963.

## الوفاة
توفي في 5 يناير 1988 بعد مرض قصير (السكتة الدماغية).